# وایت سوان (واشینگتن)
وایت سوان (به انگلیسی: White Swan) یک منطقهٔ مسکونی در ایالات متحده آمریکا است که در شهرستان یاکیما، واشینگتن واقع شده‌است. وایت سوان ۲۶۷٫۶ کیلومتر مربع مساحت و ۷۹۳ نفر جمعیت دارد و ۲۹۵ متر بالاتر از سطح دریا واقع شده‌است.